# Далевский, Титус
Ти́тус Я́куб Дале́вский (пол. Tytus Dalewski; 13 мая 1840, Лидский уезд, Гродненская губерния — 11 января 1864, Вильно) ― один из руководителей польского восстания 1863—1864 гг.

## Биография
Из семьи небогатых шляхтичей ― Доминика Далевского, владельца фольварка Кункулка близ Яворова в Лидском уезде, и Домники из рода Наркевичей. Кроме Титуса в семье было ещё 8 детей. Самые известные из них ― участники антиправительственного мятежа Александр и Франц Далевские.
Старший в семье Далевских Титус окончил Московский университет и приехал в Вильно, когда началось восстание 1863 года.

### Участие в Восстании 1863 года
Его сестра Аполлония Далевская (1838—1919) вспоминала:

В памяти у меня встает ещё одна картина, когда Францишек сообщил нам о прибытии Титуса из Москвы под чужим именем и о его намерении отправиться на следующий день в отряды Зыгмунта. Молча стояла мать, грустно глядя на говорящего. Подбежали сестры ― Юзефа и Ксавера, умоляя, чтобы не высылали Титуса на смерть, ведь Константин уже там. "Вы не понимаете, ― ответил он, ― на войне жизнь и смерть зависят от судьбы, случая. Здесь же смерть неизбежно ждет каждого из нас.— Sierakowska Apolonia z Dalewskich. Wspomnienia. Warszawa, 2010
Титус Далевский не ушёл в отряд, а остался в Вильне заместителем одного из руководителей подполья в Литве ковенского помещика Якуба Гейштора. Летом 1863 года руководители подполья Якуб Гейштор, Франц Далевский, Александр Оскерко и другие объявили о самороспуске сопротивления. Они посчитали бессмысленным бороться против российского правительства. Виленское подполье возглавили так называемые «красные» во главе с К. Калиновским. Титус Далевский стал его близким соратником и другом. Их невесты, Мария и Елена Ямонт, были сёстрами.
Когда подпольем стал руководить Ромуальд Траугутт, Титус Далевский стал от «красного комитета» начальником Вильны. Его предшественник Игнаций Зданович был казнён русскими властями.

### Арест и смерть
Российское правительство объявило награду за поимку Далевского. В декабре 1863 года он был арестован на квартире вдовы поэта Владислава Сырокомли, детей которой обучал русскому языку.
Перед казнью Титус Далевский передал невесте Елене Ямонт письмо:

«Из-за предательства доктора Дзичковского, к Сырокомлиной был подослан шпион. Когда я пошел, за мной ворвалась полиция и арестовала всех, находившихся в её квартире. У меня и в квартире нашли сильно компрометирующие меня бумаги. Первые два дня заключения были ещё сносными, на второй день от меня отобрали все, оставив в одном белье. Меня отвели в комиссию на так называемую очную ставку с Сырокомлиной. В ответ на её просьбы и заклинания пришлось подписать её показания, окончательно меня осуждающие.
При этом я заявил комиссии, что если мне не облегчат положения, то разобью себе голову об угол стены. Должно быть, мое лицо было страшно, глаза горели от голода и холода, лицо в грязи, руки в песке и мусоре. Член комиссии испуганно отскочил. Я вернулся в своё подземелье с мыслью о самоубийстве, уже готов был его совершить, когда мне принесли плащ и несколько сбитых досок. Это было блаженство! Теперь я пользуюсь правами, предоставленными всем заключенным, так как нахожусь под военно-полевым судом.

В понедельник военно-полевой суд перешлет свой приговор по моему делу Муравьеву ― во вторник или в следующие дни я буду мертв. В жизни моей я не испытал счастья. Делил с моей семьей её великую недолю и все моральные муки. Любил свою родину и теперь мне радостно отдать за неё жизнь. Оставляю мою семью на попечение моего народа, ибо из нас, братьев, никто ни останется живым»— Рука, качающая колыбель
.
27 декабря 1863 года Далевский был приговорен военно-полевым судом к смертной казни через расстрел.
Публично казнен 11 января 1864 года на Лукишкской площади в Вильно.
Его мать и сёстры были сосланы, так что никто из них не сумел проститься с братом и сыном.
Титус Далевский является персонажем романа Владимира Короткевича «Колосья под серпом твоим».